# 康登 (北卡羅萊納州)
康登（英語：Camden）是位於美國北卡羅萊納州康登縣的普查規定居民點，亦為康登縣之縣治，與康登縣市县合一。

## 人口
根據2020年美國人口普查的數據，康登的面積為4.11平方千米，當中陸地面積為4.09平方千米，而水域面積為0.02平方千米。當地共有人口620人，而人口密度為每平方千米150.85人。